# 盧森堡的夏爾王子 (2020年)
夏爾·让·菲利普·约瑟夫·马里·纪尧姆（Charles Jean Philippe Joseph Marie Guillaume，2020年5月10日—），是卢森堡王儲纪尧姆和夫人史蒂芬妮的第一个孩子，為卢森堡繼承順序第二位的王位繼承人。王室公布查尔斯王子於卢森堡時間5時13分誕生，重3.190公斤，身高50厘米。